# 포틴 (드라마)
《포틴》(4teen)은 MBC에서 2014년 10월 19일부터 2014년 10월 26일까지 방영한 드라마 페스티벌 시즌 2의 세 번째 작품이다.

## 등장 인물

### 주요 인물
- 천보근 : 신영훈 역
- 성유빈 : 최준 역
- 윤석현 : 현수 역
- 홍요셉 : 회원 역
- 황정원 : 한나 역
- 유인영 : 곰자 역

### 그 외 인물
- 최정원
- 이우동
- 유다빈
- 황재하
- 이윤정
- 백지훈
- 이도연
- 곽지혜
- 정나진
- 이지영
- 이장미

### 특별출연
- 차태현 : 30대 신영훈 역
- 윤주상 : 병섭 역
- 김재욱 : 30대 최준 역
- 김기방
- 안연홍
- 나르샤 : 선글라스녀 역
- 이지수